# 세계 복싱 협회

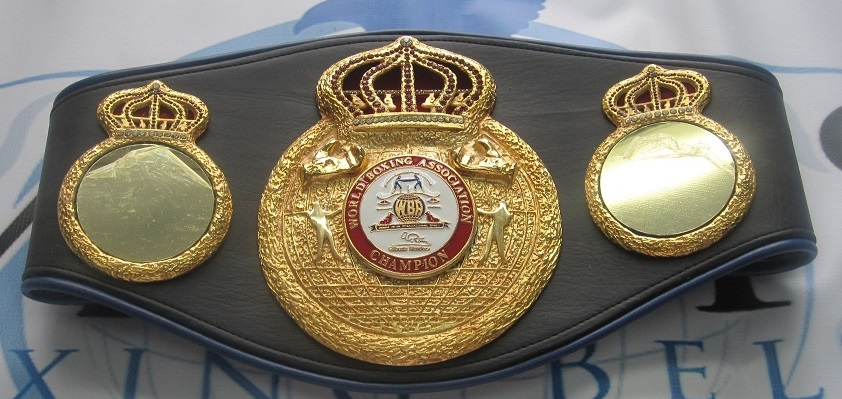

세계 복싱 협회(World Boxing Association, WBA)는 가장 역사가 오래된 프로복싱 기구다. 최초 창설시 명칭은 미국 복싱 협회(National Boxing Association)였으며 1962년에 현재와 같은 명칭으로 변경되었다. WBC, IBF, WBO와 함께 IBHOF의 인가를 받은 세계 4대 프로 복싱 단체로 꼽힌다. 160개국 이상의 회원국을 보유하고 있다.

## 역사
협회의 기원은 1921년 창설된 미국 복싱 협회(National Boxing Assocition)로 거슬러 올라간다. 최초의 챔피언십 매치는 미국 뉴저지주에서 벌어졌던 잭 뎀시 대 조지스 카펜티어의 헤비급 타이틀전이었다.
NBA는 당시 복싱계를 좌지우지하고 있었던 뉴욕주 체육 위원회(NYSAC)를 견제하기 위한 목적에서 미국 13개 주가 모여 창설하였다. 결국 같은 지역에서 NBA와 NYSAC의 챔피언이 따로 존재하게 되었고, 이로 인해 어느 쪽도 진정한 챔피언으로 인정받을 수가 없는 상황이 발생하게 되었다.
복싱이 세계적인 인기 스포츠로 떠오르게 되면서 NBA는 1962년에 명칭을 현재의 세계 복싱 협회(World Boxing Association)로 변경하였다. 그러나 1974년까지는 여전히 미국 단체로 머물러 있었다. 그러다가 1974년 로드리고 산체스(Rodrigo Sanchez)와 엘리아스 코르도바(Elias Cordova)라는 두 파나마 출신 인물이 주도하여 남미 국가들에게 더 많은 투표권을 주도록 WBA 규정을 개정하였다.
1982년까지 협회의 회장은 길베르토 멘도사가 역임하였다. 1990년대 들어서는 본부를 파나마의 파나마 시티에서 베네수엘라 카라카스로 이전하였다가, 2007년 1월 다시 파나마로 되돌아 갔다.

## 논쟁
WBA는 비리와 관련된 문제로 인해 수시로 내홍을 겪어왔다. 가장 대표적인 사례는, 프로모터인 밥 애럼이 1982년에 가졌던 인터뷰에서 그가 랭킹을 얻기 위해 WBA 관계자들에게 뒷돈을 건네야 했다고 주장했던 것이다. 1981년 스포츠 일러스트레이티드의 기사에서는, 협회 회장이 특정 선수에게 유리한 판정을 내리도록 자신에게 압력을 가했다는 한 WBA 심판의 주장이 실리기도 했다. 역시 같은 기사에서 타이틀 매치 성사나 랭킹과 관련된 뇌물에 대한 의혹들도 함께 제기되었다.

## 연혁
- 1921년: 미국 복싱 협회(NBA) 창설.
- 첫 경기 Jack Dempsey-Georges Carpentier 헤비급 타이틀전(미국 뉴저지)
- 1962년; 세계 복싱 협회(WBA)로 개칭.
- 1966년: 세계 복싱 평의회(WBC)가 독자적 기구로 출범해 양대 기구 체제를 이룸.
- 1982년: 질베르토 멘도사(Gilberto Mendoza) 회장 취임.
- 1990년대: 본부 파나마 파나마 시티에서 베네수엘라로 이전.
- 2007년: 파나마로 이전.